# Sophie Hayden
Sophie Hayden, pseudonimo di Sophie Ann Schwab (Miami, 23 febbraio 1954), è un'attrice teatrale, attrice televisiva e cantante statunitense.
Debutta a Broadway con la commedia King of Schnorrers nel 1979 e l'anno successivo lavora con Glenn Close nel musical Barnum. Nel 1987 è Adriana nella La commedia degli errori e nel 1992 viene candidata al Tony Award alla miglior attrice protagonista in un musical, al Drama Desk Award e all'Outer Critics Circle per la sua interpretazione di Rosabella in The Most Happy Fella.
Nel 1997 è di nuovo a Broadway con una riduzione teatrale di Il diario di Anna Frank insieme a Linda Lavin, George Hearn e Natalie Portman.